# Caridinopsis
Caridinopsis is een geslacht van kreeftachtigen uit de klasse van de Malacostraca (hogere kreeftachtigen).

## Soort
- Caridinopsis chevalieri Bouvier, 1912